# Adam Lipiński
assinatura
Adam Józef Lipiński (Głubczyce, 11 de Setembro de 1956) é um político da Polónia. Ele foi eleito para a Sejm em 25 de Setembro de 2005 com 17857 votos no distrito de Legnica, candidato pelas listas do partido Prawo i Sprawiedliwość.
Ele também foi membro da Sejm 1991-1993 e Sejm 2001-2005.